# Olinalá (kommun)
Olinalá är en kommun i Mexiko.   Den ligger i delstaten Guerrero, i den sydöstra delen av landet, 180 km söder om huvudstaden Mexico City. Antalet invånare är 22 645. Arean är 1 028 kvadratkilometer.
Terrängen i Olinalá är kuperad söderut, men norrut är den bergig.
Följande samhällen finns i Olinalá:
- Olinalá
- San Antonio Coyahuacán
- Tepetlacingo
- Santa Cruz Lomalapa
- Amatlicha
- San Lázaro
- Tehuaxtitlán
- Teticic
- Tecorrales
- San José Amoltepec
- Zacango
- Iyocingo
- Zicatlán
- Vista Hermosa
- Tepetitlán
- La Ciénega
- Duraznotitlán
- Loma de Mazatepec
- Xochimilco
- Colonia Altamirano
- Tecorrales de las Minas
- Chautipa
- Colonia San Pedro
- Colonia Benito Juárez
- Lomas de Cocoyoc
- Lomas de Tecojcoyunca
- Tomatepec
- San Felipe Amatitlán